# Stilobezzia chasteli
Stilobezzia chasteli är en tvåvingeart som beskrevs av Jean Clastrier 1967.
Stilobezzia chasteli ingår i släktet Stilobezzia och familjen svidknott. Inga underarter finns listade i Catalogue of Life.